# Молодёжное (Луганская область)
Молодёжное (укр. Молодіжне) — посёлок, относится к Попаснянскому району Луганской области Украины. Под контролем самопровозглашённой Луганской Народной Республики.

## География
К северо-западу от посёлка проходит линия разграничения сил в Донбассе (см. Второе минское соглашение). Соседние населённые пункты: село Катериновка (в «буферной зоне») на северо-западе, город Золотое (поделен между правительственными войсками и формированиями ЛНР), посёлок Березовское на северо-востоке, город Первомайск на юго-востоке, село Новоалександровка на юго-западе.

## Население
Население по переписи 2001 года составляло 367 человек.

## Общие сведения
Почтовый индекс — 93344. Телефонный код — 6474. Занимает площадь 0,736 км². Код КОАТУУ — 4423881103.

## Краткие сведения
Поселение образовано в 1930-х годах в связи с организацией совхоза имени Менжинского. Предыдущее название — Посёлок имени Менжинского, переименован в 1950-е годы.
С августа 2014 года посёлок находится на линии противостояния украинских военных и ополчения Донбасса.

## Инфраструктура
В посёлке расположена общеобразовательная школа, свиноферма.

## Достопримечательности
На окраинах посёлка выявлен курганный могильник с 4 курганами, 1 отдельно стоящий курган.

## Местный совет
93343, Луганская обл., Попаснянский р-н, с. Березовское, ул. Первомайская, 23а